# Weston-elem
A Weston-elem (más néven a kadmiumelem) a galvánelemek különleges típusa, ún. normálelem. 

## A név eredete
Ezt a galvánelemet Edward Weston (1850. május 9. – 1936. augusztus 20.) angol vegyész találta fel 1893-ban.

## Felépítése

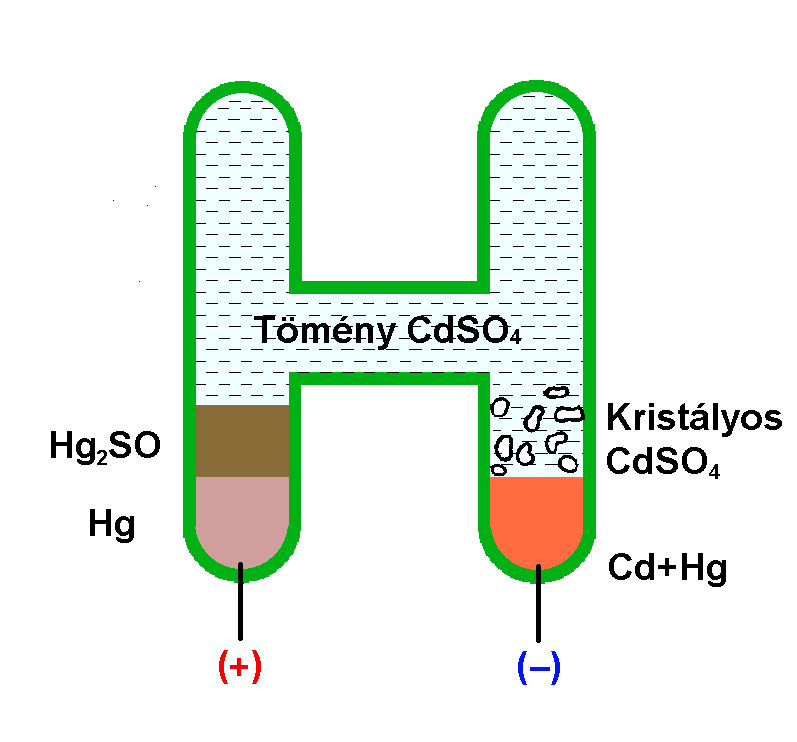
Weston-elem

A pozitív elektródja vegytiszta higany, amely fölött higany(I)-szulfát paszta van. Ennek a rétegnek a szerepe a higany helyváltoztatásának megakadályozása. Az elem negatív sarka kadmium-amalgám. Az elem elektrolitja vegytiszta kadmium-szulfátnak desztillált vizes telített oldata. Az elemben mindig kell felesleges mennyiségű kadmium-szulfát kristálynak lennie, főleg a negatív sarkon. Csatlakozásai az üvegedénybe beforrasztott két platina huzal. Megfelelő gondossággal, szigorúan ügyelve a kémiai és fizikai előírások betartására, az anyagok vegyi összetételére, a szilárd alkotók szemcsenagyságára, a felhasznált üveg kémiai jellemzőire, tetszőleges számban lehet reprodukálni. Az így elkészített normálelemek hosszú ideig (évtizedekig) változatlan feszültségűek, és nagyságrendileg száz így elkészített elem feszültsége az átlaguktól legfeljebb ±10 µV-tal tér el.

## Tulajdonságai
Az elemnek meghatározott a feszültsége (elektromotoros ereje), és ez a hőmérséklettel csak kevéssé változik. A változást az 1910-ben Chicagóban tartott kongresszuson állapították meg, és ez még ma is érvényesnek tekinthető
| Abszolút volt | Hőmérséklet °C |
| ------------- | -------------- |
| 1,01902       | +4 °C          |
| 1,01895       | +10 °C         |
| 1,01883       | +15 °C         |
| 1,01865       | +20 °C         |
| 1,01842       | +25 °C         |
| 1,01816       | +30 °C         |
| 1,01786       | +35 °C         |

A Weston-elem feszültsége akkor lehet jól ismert, ha az elemnek teljes terjedelmében ±0,01 °C-on belül azonos a hőmérséklete, ami állandó hőmérsékletű térben is csak 3-4 óra alatt érhető el.

### Terhelhetősége
Mérés közben a Weston-elemet csak igen kis árammal szabad terhelni. Műszaki használatban ez nem lehet több, mint 20 µA, alapvető mérések során pedig ez ne lépje túl az 5 µA-t.

### Belső ellenállása
A belső ellenállása nagy, 20 °C-on 100 Ω és 1000 Ω között van. 